# (15387) Hanazukayama
(15387) Hanazukayama est un astéroïde de la ceinture principale.

## Description
(15387) Hanazukayama est un astéroïde de la ceinture principale. Il fut découvert le 30 septembre 1997 à Nanyo par Tomimaru Okuni. Il présente une orbite caractérisée par un demi-grand axe de 2,44 UA, une excentricité de 0,18 et une inclinaison de 12,5° par rapport à l'écliptique.